# Parachiridotea panousei
Parachiridotea panousei is een pissebed uit de familie Chaetiliidae. De wetenschappelijke naam van de soort is voor het eerst geldig gepubliceerd in 1972 door Daguerre de Hureaux & Elkaïm.